# Sidaraja
Sidaraja is een bestuurslaag in het regentschap Kuningan van de provincie West-Java, Indonesië. Sidaraja telt 5625 inwoners (volkstelling 2010).